# Melicope balankazo
Melicope balankazo är en vinruteväxtart som först beskrevs av Joseph Marie Henry Alfred Perrier de la Bâthie, och fick sitt nu gällande namn av Thomas Gordon Hartley. Melicope balankazo ingår i släktet Melicope och familjen vinruteväxter. Inga underarter finns listade i Catalogue of Life.